# Aliens versus Predator 2
Aliens versus Predator 2 es un videojuego, clasificado como FPS, basado en las populares sagas fílmicas de Alien y Depredador, además de suponer la continuación del videojuego original Alien vs. Predator, desarrollado por Rebellion Software. Sin embargo, esta continuación fue desarrollada por Sierra y Monolith. Se comercializó en navidades del año 2001, alcanzando ventas muy beneficiosas. Apenas unos meses después, salió a la venta la expansión Primal Hunt, que suponía una continuación más cínica que su predecesora al abandonar el carismático sistema narrativo que tanto la caracterizó. Su nivel de contenidos explícitos superaba la media general. Sin embargo, debido a la calidad gráfica y a sus semejanzas con el videojuego Half Life, se clasificó como Mature en países extranjeros, y obteniendo el +16 proporcionado por PEGI.

## Historia
En la línea argumental característica de la saga de videojuegos, encontramos tres líneas de guion correspondientes a las tres especies que se pueden controlar. Como punto de partida, el marine, Harrison, resulta ser el centro de la historia, al ser narrada con muchas menos complejidad que sus otras dos campañas. 
Todo comienza cuando un transbordador similar al visto en la película Aliens se encuentra cercano a un planeta de diversas propiedades climáticas. El comandante Macain, máxima autoridad de la nave, da a conocer la situación a su pelotón. Tras enviar una lanzadera al planeta, y no obtener respuesta, deciden descender. Durante la exploración del lugar, Harrison se separa del pelotón tras un desprendimiento en la entrada de la colonia. Su sensor de movimiento se dispara, pero no encuentra a ningún ser vivo en el lugar. Cuando logra evadirse, debe reunirse con su pelotón, y llega a ver a varios supervivientes de la colonia huyendo, pero son alcanzados por un disparo de plasma, así como un vehículo todoterreno falla en el intento de aplastar a Harrison. En la entrada de la estación, Harrison presencia una serie de cuerpos despellejados. Activa la baliza de aterrizaje, lo cual ayuda a los que se encontraban en el transbordador a situarse en la colonia. 
Durante una inspección, Harrison pierde el contacto con dos de sus compañeros, y el lugar queda infestado de Xenomorfos. Logra salir con vida, pero aun así, insiste en encontrarlos. De esta manera, decide ir al nido, para encontrarse con los cadáveres sin vida de sus compañeros. 
Tras una problemática huida, Harrison y el resto de sus compañeros logran llegar a las cápsulas de observación, una estructura de tres edificios donde se encontraba el personal médico. Sin embargo, el líder del lugar traiciona a la escuadra, propiciando que Harrison sea encarcelado, y su escuadra llevada cerca del nido. A pesar de esto, Harrison logra escapar del lugar gracias a una científica, Damico. Ésta ayuda a enviar una lanzadera a la salida del nido. Para buscar a sus compañeros, se infiltra en él, y se enfrenta con la reina Alien para que sus amigos tengan tiempo de llegar a la nave. Uno de ellos muere al quedarse a luchar contra la reina, pero Harrison logra debilitarla brevemente. Cuando llega a la nave, el comandante Macain efectúa varios lanzamientos de misiles contra el nido; uno de ellos hace blanco directo con la reina. Sin embargo, Harrison insiste en volver a por Damico, quien rehúsa su oferta. Harrison no entiende el porqué de su elección, y cuando el vehículo sale de la atmósfera, Harrison observa que el lugar hace explosión, bajo la frase: "Damico...no".
La campaña predator se sitúa unos años antes, cuando el segundo al mando de las cápsulas de observación (General Rickov) no era más que un simple marine. Éste tuvo un accidente en un planeta de similares propiedades, y casi fue blanco de un Depredador. Cuando el Depredador llega al lugar, al parecer, sin motivo, capta la mirada de del segundo al mando, el cual logra capturarlo para mostrar su superioridad. Al final, mantiene un duelo mano a mano con él, donde acaba ganando. La campaña Alien resulta ser la más compleja y profunda. Durante la creación de la colonia, el Dr. Host, líder de las cápsula de observación en el futuro, es herido de gravedad por una plaga de xenomorfos. Dos marines le encuentran en mal estado, sangrando de manera abundante, bajo unos intensos chillidos. Los marines son asesinados por los xenomorfos, quienes ignoran a Host al pensar que estaba muerto. Años después, descubrimos que es el líder de la colonia, quien experimenta con xenomorfos. Uno de ellos, el protagonista, escapa del lugar, y logra gestarse dentro de un guardia de seguridad.
El caos comienza, y logra liberar a sus "hermanos". De este modo, el personal situado en la colonia huye a las instalaciones médicas, situadas en las cápsulas de observación. Cuando el lugar vuelve a ser atacado, el Dr. Host procede a huir de las cápsulas. Sin embargo, es perseguido por el Alien protagonista, y logra desmembrarlo hasta sólo quedar de él su torso y su cabeza, emparedados a la mucosa de las paredes del nido. Así, se descubre que es un androide, mitad humano-mitad robot, ya que sus heridas no pudieron repararse con tejidos humanos. El final resulta muy directo: los aliens, incluido el protagonista permanecen en el nido, y el depredador no huye del planeta, de modo que se deduce que murieron ambas especies en el lugar tras la explosión. Todo acaba con el comandante Macain, escribiendo en su bitácoras de a bordo.

## Primal Hunt
Primal Hunt es el nombre que recibió la primera y única expansión del videojuego. En ella, podíamos volver al planeta LG-386 bajo la piel de la cazarrecompensas más temida de la galaxia, Yenna Max, quien también sirvió a Rickov en el mismo lugar, pero logró huir en una lanzadera personal. A su vez, también nos ponemos en la piel del depredador que logró sobrevivir al juego original, al mismo alien, pero con un adyacente, el poder jugar en la piel de un nuevo ser, el Predalien, una abominación (llamada así por los propios Depredadores)engendrada a partir de la gestación de un xenomorfo en el vientre de un depredador. Esta criatura hacía su primera aparición en la conocida saga de cómics, para después volver a aparecer en la película Aliens vs. Predator: Requiem y de nuevo, en el remake del videojuego realizado por Rebellion Software en el año 2010, con el mismo título que su primer videojuego, Aliens vs. Predator.

## Aliens: Colonial Marines
Este iba a ser el título de la posible continuación del videojuego Aliens vs. Predator 2. En este caso, su realización quedó bajo las manos de EA. Sin embargo, tras un año en su realización, las primeras Betas del juego dieron lugar a numerosos bugs y errores gráficos de gran gravedad, aunque las imágenes proyectadas del juego no parecían defraudar a los fanes. Tras unos meses, EA canceló el videojuego a principios de octubre de 2002. Sin embargo, el título fue registrado por Sega, para la realización del mismo, ya como continuación de su también desarrollado Aliens vs. Predator (2010). En el E3 del año 2011, se proyectó un teaser de apenas 1 minuto de duración donde se podía observar como dos periodistas hackeaban la red de la compañía Weyland-Yutani, y obtenían la grabación de los escombros de una colonia. De repente, en la grabación se aprecia a un xenomorfo alzarse sobre el suelo, y acaba con el título: Aliens, Colonial Marines.